# 福知山市内自主運行バス

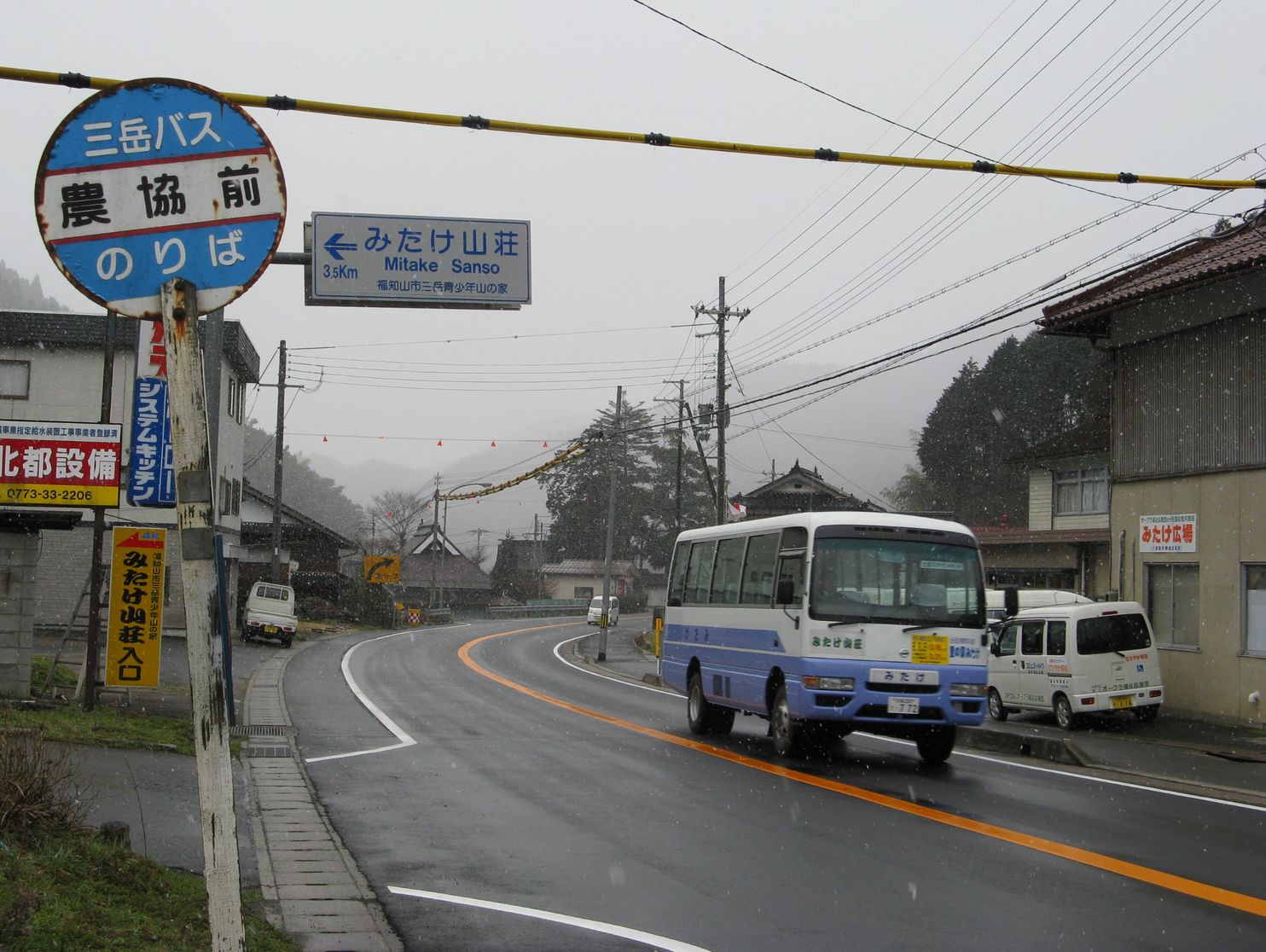
三岳バス（農協前にて）

福知山市内自主運行バス（ふくちやましないじしゅうんこうバス）は、京都府福知山市内を運行する自治体バス（廃止代替バス）である。1994年10月運行開始。

## 概要
中六人部（なかむとべ）バス、庵我（あんが）バス、三岳（みたけ）バスの3路線がある。運行開始は3路線とも1994年10月1日である。三岳バスは（旧）京都交通の、庵我バス及び中六人部バスは西日本JRバスの廃止路線の代替である。
京都交通・西日本JRバスなどと競合する近郊・都心の一部バス停では、福知山行きを降車のみ、福知山発を乗車のみとして棲み分けを図っている。

## 運賃・ダイヤ
- 運賃は対キロ制である。障害者は手帳提示で半額となる。
- 運行は平日・土曜のみで日曜は全便運休。12月30日 - 1月3日も全便が運休する。但し、庵我バスのみ日曜・祝日のみ運行の便がある。

## 路線
以下の路線がある。（）内は一部便のみ経由。

### 中六人部バス
中六人部バス運行協議会が運営。
- 市民病院 - 福知山駅 - 市役所前 - 福知山城公園前 - 土師新町 - 工業団地前 - 長田野 - （プラント3前 - ）丹波岩崎 - 下地 - （奥池 - ）新開（ - 笹場 - 田野山田公民館前 - 山田上）
  - 2008年11月1日よりプラント3に乗り入れを開始した。
  - 2019年3月まで土師新町 - 丹波岩崎間の各バス停（プラント3前除く）は西日本JRバスの並行路線との兼ね合いで、市民病院前発は乗車のみ、市民病院前行は降車のみ扱っていた。

### 庵我バス
庵我バス運行協議会が運営。
- 市民病院 - 福知山駅 - 厚生会館前 - （三段池公園 - ）上中 - 中地蔵前 - 庵我小学校前 - 筈巻

### 三岳バス
三岳バス運行協議会が運営。
- （市役所前 -） 福知山駅 - 市民病院 - 厚 - 岩井 - （イオン前 - ）立原 - 上川口 - （森尾神社前 - ）戸倉口 - 郵便局前 - （三岳山登口 - ）（仏坂 - ）上佐々木
  - 森尾神社前は木曜日のみ、三岳山登口は火曜日のみ、仏坂は月曜日のみ経由。
- 市役所前 - 福知山駅 - 市民病院 - 厚 - 岩井 - イオン前 - 立原 - 大呂公会堂前 - 金光寺前 - 戸倉口
  - 水曜日のみ運行。
  - 市役所前 - 上川口間は京都交通の並行路線との兼ね合いで、市役所前発は乗車のみ、市役所前行は降車のみ扱う。

かつては全但バスが府県境を越え、上佐々木で連絡していたが、2008年9月30日に運行休止となった。

## 車両

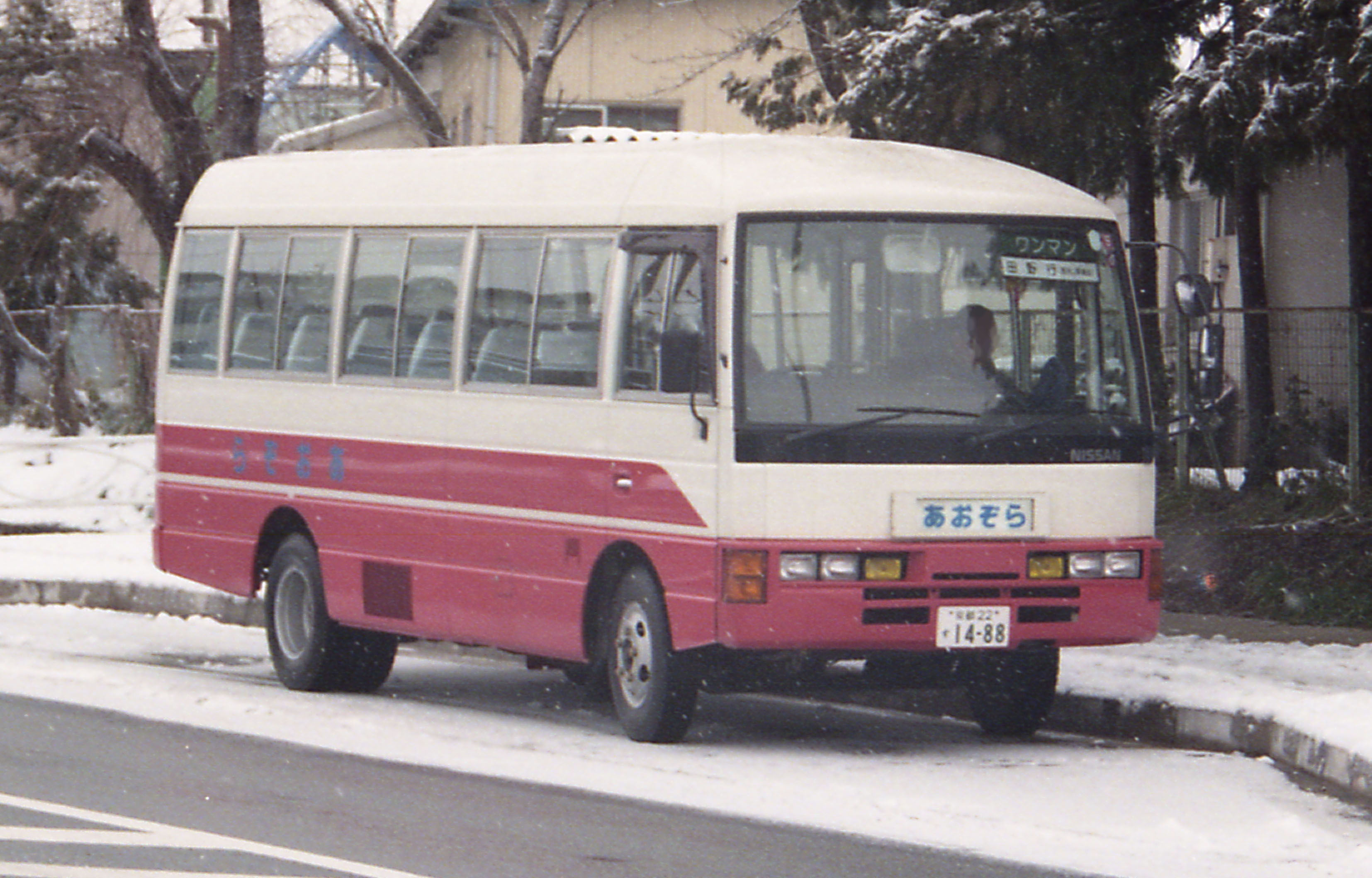
中六人部バスの車両（1996年当時）
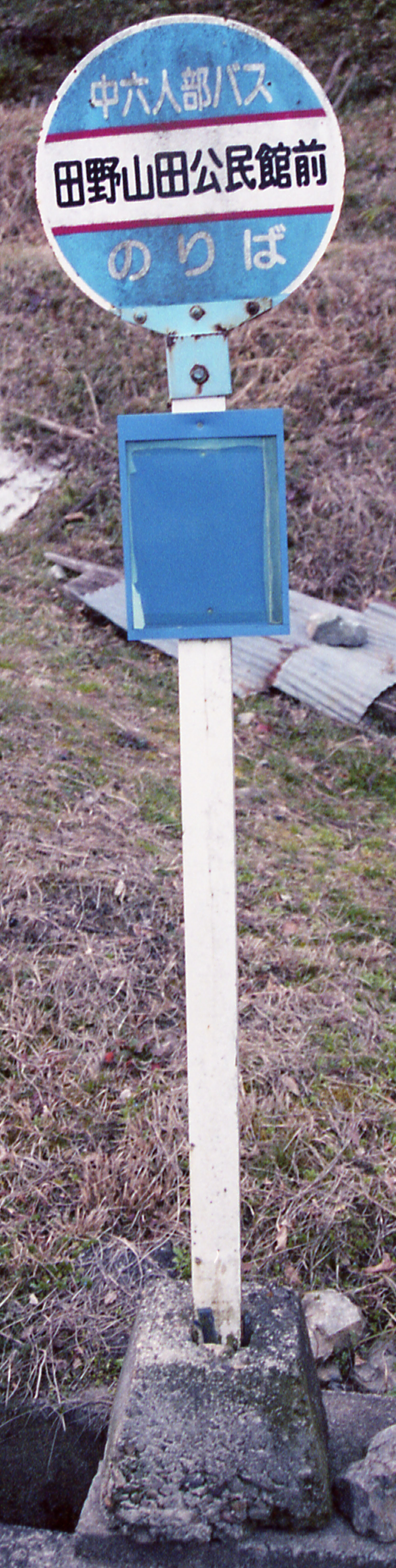
中六人部バスのバス停（2002年当時）
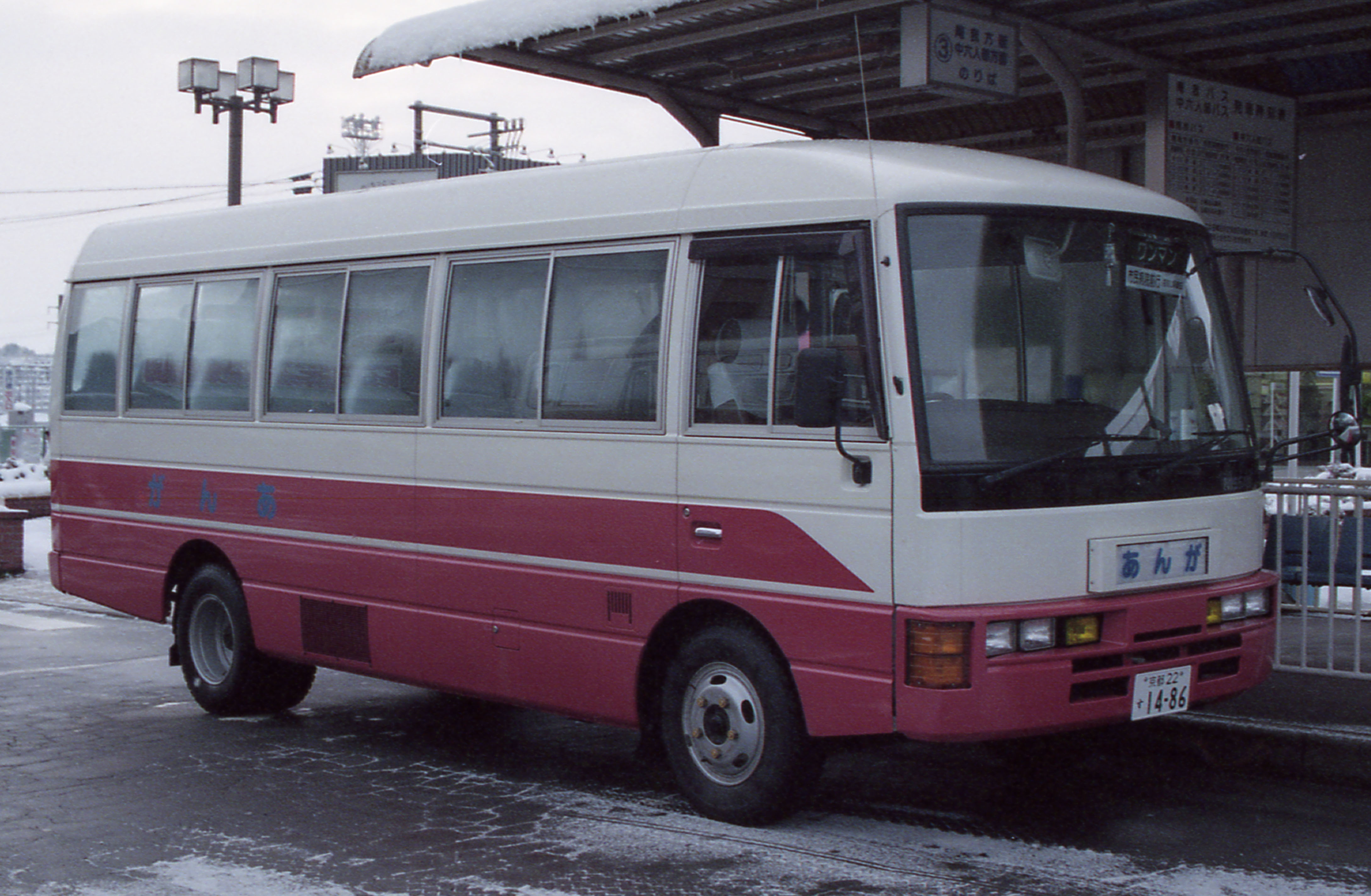
庵我バスの車両（1996年当時）
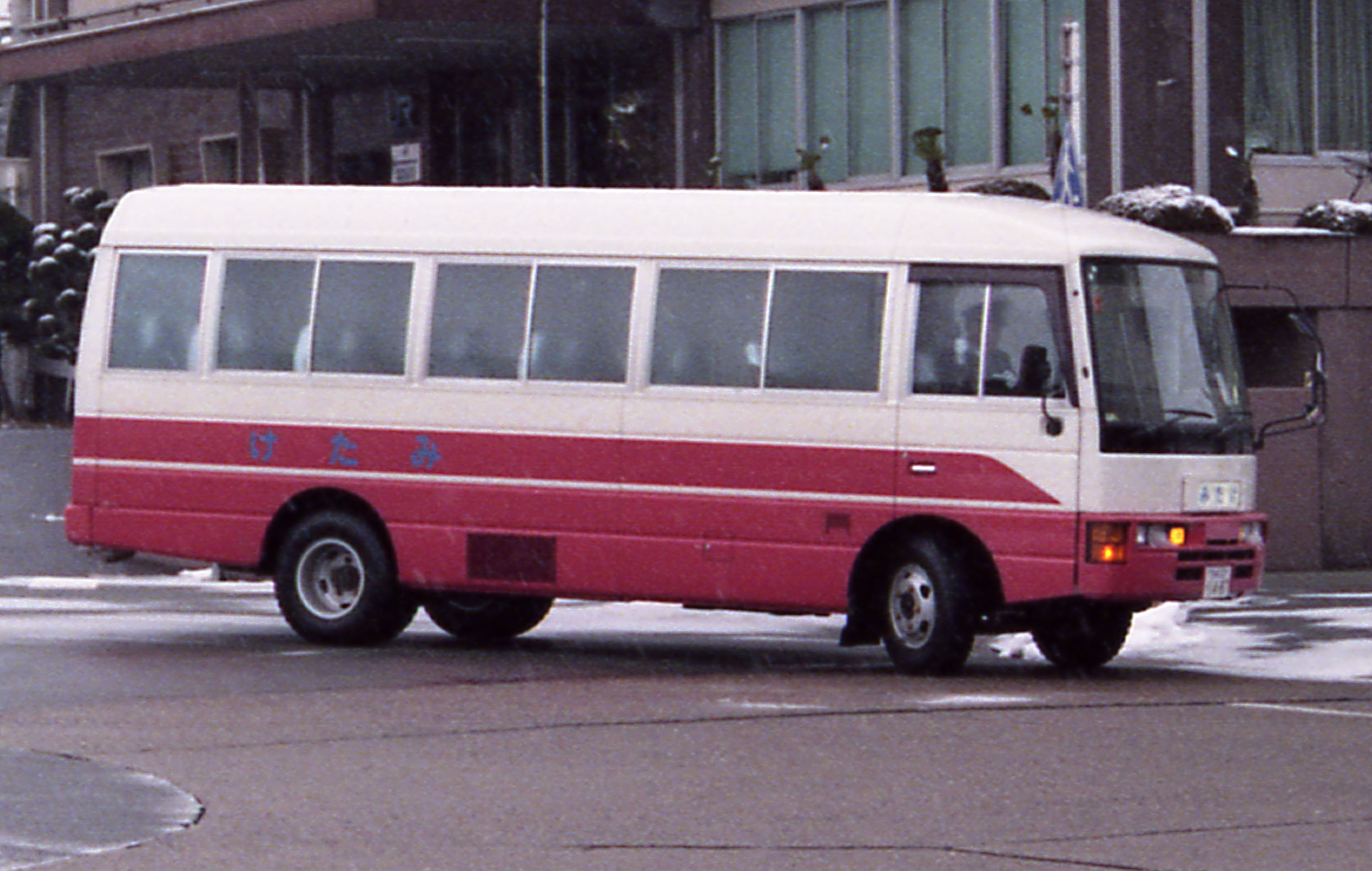
三岳バスの車両（1996年当時）